# 신음
신음(呻吟)은 병이나 고통으로 저도 모르게 내는 소리이다. 사람뿐만 아니라 영장류도 신음을 낸다.
 심지어 개와 같은 동물도 고통을 받아 신음 소리를 낸다.

## 심리학
신음은 통증에 대한 반응이다. 신체가 손상된 경우 흔히 신음 소리를 내게 된다. 통증에 따른 반응에는 중추신경계가 큰 역할을 하지만 정확한 매커니즘은 아직 알려져 있지 않다. 사람은 간혹 상상만으로도 통증을 느낄 수 있는데, 이는 긴박한 상황이 주는 심리적 효과 때문이다. 다급한 상황에서 지르는 외마디 소리는 비명, 또는 단말마 라고도 한다.

## 동물행동학
동물들 역시 통증에 반응하여 신음 소리를 내는 경우가 있다.

## 다른 소리
성교 과정에서 내는 소리를 종종 신음이라고 부르지만 이는 통증에 따른 신음과는 다른 교성(嬌聲)이다.